# 漢迪 (喬治亞州)
漢迪（英語：Handy）是位於美國喬治亞州考維塔縣的一個非建制地區。該地的面積和人口皆未知。

## 地理
漢迪的座標為33°22′35″N 84°58′09″W / 33.37639°N 84.96917°W，而該地的平均海拔高度為260米（即850英尺）。